# Dusty Rhodes
Virgil Riley Runnels, Jr., meglio noto come Dusty Rhodes (Austin, 12 ottobre 1945 – Orlando, 11 giugno 2015), è stato un wrestler statunitense.
Ricopriva i ruoli di booker, allenatore e road agent per la WWE, la Florida Championship Wrestling e successivamente per NXT, dove ricopriva il ruolo di Commissioner e prendeva occasionalmente parte alle puntate di Raw. Rhodes era padre di Goldust/Dustin Rhodes e Cody Rhodes.
Il suo soprannome, che ha poi dato il nome alla sua musica d'ingresso, è quello di "The American Dream". Questo titolo gli è stato assegnato a causa del suo grande successo nel wrestling nonostante le sue umili origini; privo del classico fisico da lottatore, riuscì a conquistarsi una grande fetta di popolarità tra il pubblico, specie durante il periodo nella National Wrestling Alliance, grazie alla sua forza di volontà, al carisma e alla sua attitudine da persona semplice e modesta, ma molto ambiziosa e amichevole.
Presentato come un tipo qualunque, uno del popolo, uno dei suoi altri soprannomi fu "The Son of a Plumber" ("il figlio di un idraulico"), così da enfatizzare le sue origini proletarie. Rhodes interpretava il personaggio del lavoratore che sgobba tutto il giorno per dar da mangiare ai propri figli ed era qualcuno con cui l'americano medio potesse identificarsi. Celebri erano inoltre la sua parlantina e l'abilità al microfono durante i promo, come il celeberrimo discorso Hard Times. Con il passaggio alla World Wrestling Federation, venne ufficialmente riconosciuto come "colui che aveva raggiunto il sogno americano", ma non riuscì a raggiungere successi degni di nota nella nuova federazione, venendo delegato in ruoli sempre meno importanti anche a causa del sopraggiungere dell'età.
Vinse tre NWA World Heavyweight Championship, un NWA United States Heavyweight Championship, tre NWA World Television Championship, due NWA World Tag Team Championship e due NWA World Six-Man Tag Team Championship, più altri numerosi titoli regionali. Fa parte di cinque hall of fame: WWE Hall of Fame, WCW Hall of Fame, NWA Hall of Fame, Professional Wrestling Hall of Fame and Museum e Wrestling Observer Newsletter Hall of Fame.

## Carriera
(— Brian Campbell, ESPN)
Rhodes iniziò la sua carriera da wrestler come lottatore heel in coppia con Dick Murdoch nel tag team chiamato "The Texas Outlaws" nella American Wrestling Association (AWA). Nel 1974 divenne un face dopo essersi ribellato al partner Pak Song e al manager Gary Hart durante un match contro Eddie e Mike Graham. Questo evento lo proiettò nella sua carriera solista da "buono" favorito del pubblico, principalmente in Florida, dove era conosciuto come "Stardust", "White Soul King" e "The American Dream", un beniamino della gente comune. Rhodes salì velocemente ai vertici di svariate federazioni affiliate alla National Wrestling Alliance (NWA) comprese quelle della Florida, dove combatté anche come "The Midnight Rider" indossando una maschera, e in Georgia.
Iniziò poi a lavorare per la Jim Crockett Promotions (JCP) nella Mid-Atlantic Championship Wrestling (MACW), la futura World Championship Wrestling (WCW), precedentemente conosciuta come Georgia Championship Wrestling (GCW). Qui formò un tag team con Manny Fernandez. Spesso lottava in coppia insieme a Magnum T.A. e il loro tag team era denominato "America's Team". Nel 1985 l'America's Team iniziò una faida con i Four Horsemen e il Russian Team. I due erano una delle coppie più forti e famose della federazione quando, nel 1986, la carriera di Magnum terminò a causa di un grave incidente d'auto. Successivamente Rhodes lottò in coppia con Nikita Koloff nei "Super Powers". Nello stesso periodo divenne anche campione World Six-Man Tag Team insieme ai Road Warriors.

### National Wrestling Alliance (1974–1984)
Durante la sua permanenza nella MACW, Rhodes ebbe numerose rivalità con wrestler del calibro di Abdullah the Butcher, Pak Song, Terry Funk, Kevin Sullivan, Blackjack Mulligan, Nikita Koloff, Harley Race, "Superstar" Billy Graham, "Crippler" Ray Stevens e specialmente, con i Four Horsemen (in particolar modo con Ric Flair e Tully Blanchard). Rhodes, Flair, e Race si affrontarono l'un l'altro in numerose occasioni con in palio l'NWA World Heavyweight Championship, che vinse per tre volte; due volte sconfiggendo Race e una volta battendo Flair in un steel cage match. Durante questo periodo Rhodes diede sfoggio del proprio istrionismo e talento nel tenere discorsi che infiammassero il pubblico dei fan, uno degli esempi più celebri di essi è il promo cosiddetto "Hard Times" girato durante la rivalità con Ric Flair in prossimità del loro match a Starrcade '85: 
You don't know what hard times are daddy. Hard times are when the textile workers around this country are out of work, they got 4 or 5 kids and can’t pay their wages, can't buy their food. Hard times are when the auto workers are out of work and they tell 'em to go home. And hard times are when a man has worked at a job for thirty years, thirty years, and they give him a watch, kick him in the butt and say "hey a computer took your place, daddy", that's hard times! That's hard times! And Ric Flair you put hard times on this country by takin' Dusty Rhodes out, that's hard times. And we all had hard times together, and I admit, I don't look like the athlete of the day supposed to look. My belly's just a lil' big, my heiny's a lil' big, but brother, I am bad. And they know I'm bad. There were two bad people... One was John Wayne and he's dead brother, and the other's right here. Nature Boy Ric Flair, the World's Heavyweight title belongs to these people. I'mma reach out right now, I want you at home to know my hand is touchin' your hand for the gathering of the biggest body of people in this country, in this universe, all over the world now, reachin' out because the love that was given me and this time I will repay you now. Because I will be the next World's Heavyweight Champion on this hard time blues. Dusty Rhodes tour, '85.
Tu non sai cosa siano i tempi duri, paparino. I tempi duri sono quando gli operai tessili di tutto il Paese sono disoccupati, hanno quattro o cinque bambini a casa e non possono mantenerli, non possono comprare loro da mangiare. I tempi duri sono quando i lavoratori del settore auto sono senza lavoro e gli dicono di andare a casa. E i tempi duri arrivano quando un uomo che ha lavorato nello stesso posto di lavoro per trent'anni, trent'anni, a un certo punto gli danno un orologio, un calcio nel culo e poi gli dicono: «Ehi, un computer ha preso il tuo posto», questi sono tempi duri! Questi sono tempi duri! E Ric Flair, tu hai fatto arrivare i tempi duri in questo Paese da quando hai messo fuori combattimento Dusty Rhodes, questi sono tempi duri. E tutti noi abbiamo avuto momenti difficili, e lo ammetto, io non ho l'aspetto dell'atleta del giorno che si suppone dovrei avere. La mia pancia è un po' più grande, il mio sedere è troppo largo, ma fratello, io sono cattivo. E loro sanno che sono cattivo. C'erano due tizi davvero cattivi... Uno era John Wayne, e lui adesso è morto, fratello, e l'altro è proprio qui davanti a te. Nature Boy Ric Flair, il titolo del mondo dei pesi massimi appartiene a questa gente. Ho intenzione di stendere le braccia in questo momento, voglio che tu sia a casa per sapere che la mia mano sta toccando la tua per il raduno del più grande gruppo di persone in questo Paese, in questo universo, in tutto il mondo ora, stanno allungando le proprie braccia per l'amore che mi è stato dato e questa volta vi ripagherò adesso. Perché sarò il prossimo campione del mondo dei pesi massimi in questi tempi duri. La turné '85 di Dusty Rhodes.
E Ric Flair, Nature Boy... Permettimi di lasciarti con questo. Un modo per ferire Ric Flair è quello di prendere ciò che lui custodisce più di ogni altra cosa al mondo e cioè il titolo del mondo dei pesi massimi. Sto andando a prenderlo, lo sono stato già due volte. Questa volta, quando lo prendo, papà, lo prendo per te. Raduniamoci per questo. Non deludetemi adesso, perché sono tornato per voi, per quell'uomo al piano di sopra che è morto 10-12 anni fa e non ha mai avuto l'opportunità di vedere un vero campione del mondo. E sono orgoglioso di voi, grazie a Dio ho voi, e vi voglio bene. Vi amo!»
(Dusty Rhodes, Mid-Atlantic Wrestling, 29 ottobre 1985)
Durante una delle interviste presenti nel suo DVD biografico The American Dream: The Dusty Rhodes Story lo stesso Rhodes ammise di considerare "Hard Times" il suo miglior promo di sempre. Citando esplicitamente disoccupati, operai, e altre classi sociali disagiate, Rhodes seppe far breccia nel cuore degli appassionati di wrestling statunitensi in maniera così dirompente che spesso persone in lacrime gli si avvicinavano nelle arene per ringraziarlo di "aver reso onore alla loro categoria".

### Jim Crockett Promotions (1985–1989)

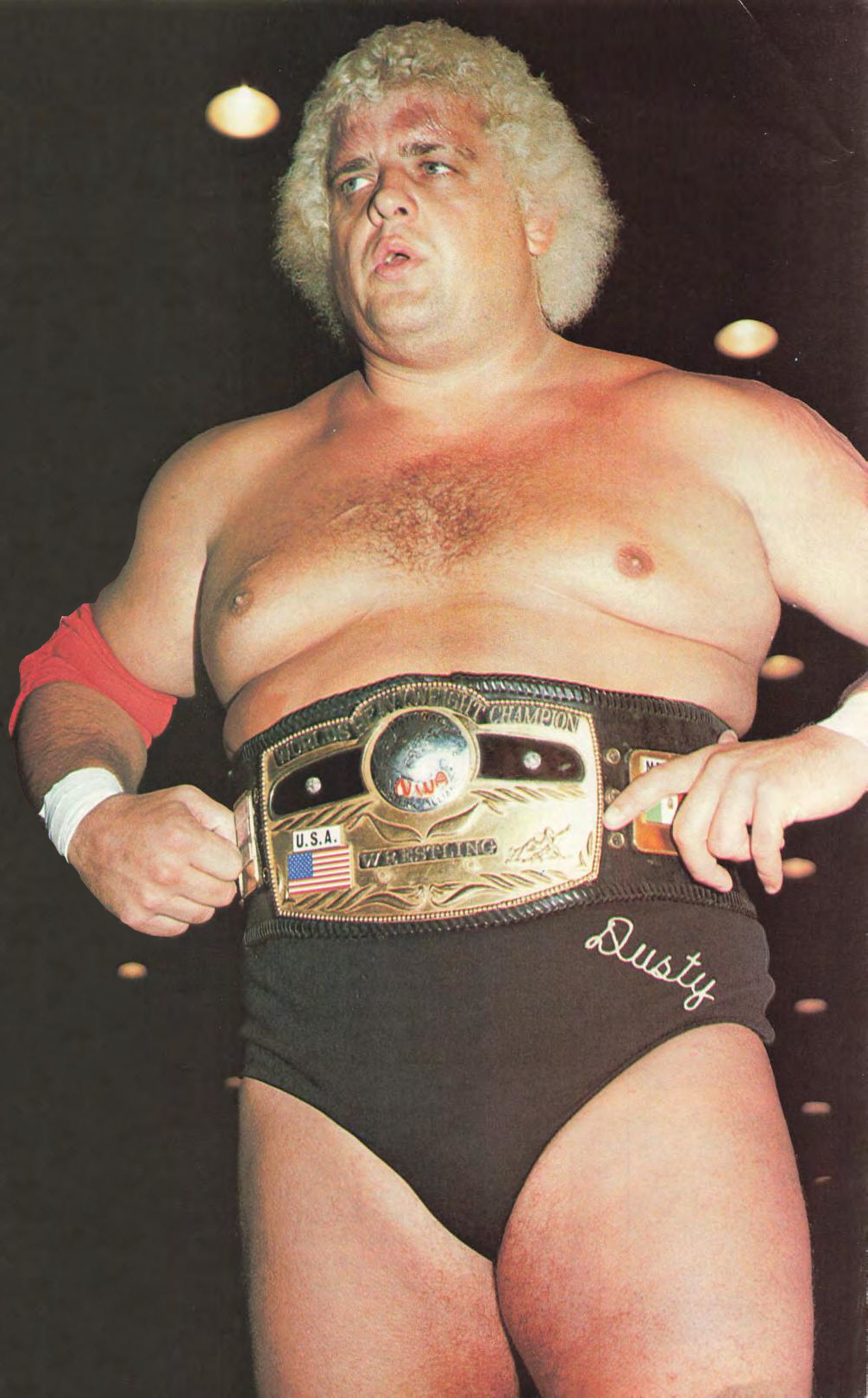
Dusty Rhodes con la cintura di campione NWA, 1983

Rhodes divenne un booker per la Jim Crockett Promotions dopo aver vinto l'NWA World Television Championship nel 1985. Gli viene accreditata l'invenzione di molti dei nomi degli eventi pay-per-view WCW (War Games, BattleBowl, e Lethal Lottery) e l'ideazione di svariate gimmick di altri lottatori della federazione. All'epoca venne anche coniato il termine "Finale alla Dusty", che si riferiva all'abitudine di Rhodes di far terminare gli incontri in modo controverso quando l'arbitro era stato "tramortito" a terra.
Durante il suo periodo come booker, la JCP si imbarcò in una forte gara di competitività con la World Wrestling Federation (WWF). Quando la WWF introdusse Mike Jones come guardia del corpo di Ted DiBiase, Bobby Heenan suggerì di rinominare il personaggio Virgil come sberleffo al vero nome di Dusty (Virgil, appunto). Anni dopo, quando Jones apparve nella WCW in un ruolo simile, il personaggio fu rinominato Vincent, in riferimento ironico al proprietario della WWF Vince McMahon, ancora dietro suggerimento di Heenan. Lo scherzo proseguì quando Jones cambiò di nuovo il nome, questa volta in Shane, il nome del figlio di Vince, Shane McMahon.
Rhodes fu licenziato dalla JCP dopo Starrcade '88, per aver infranto il recentemente introdotto regolamento che vietava di mostrare sangue in TV (regola imposta dalla Turner Broadcasting System a seguito dell'acquisizione della compagnia) durante uno scontro con i Road Warriors il 26 novembre, i quali, suoi ex compagni di team, lo assalirono cercando di cavargli un occhio con gli spuntoni delle loro spalliere (kayfabe). A seguito di ciò, Rhodes ritornò in Florida per lottare nella Championship Wrestling from Florida (CWF), dove conquistò il titolo PWF Heavyweight e fece qualche apparizione nella AWA.

### World Wrestling Federation (1989–1991)

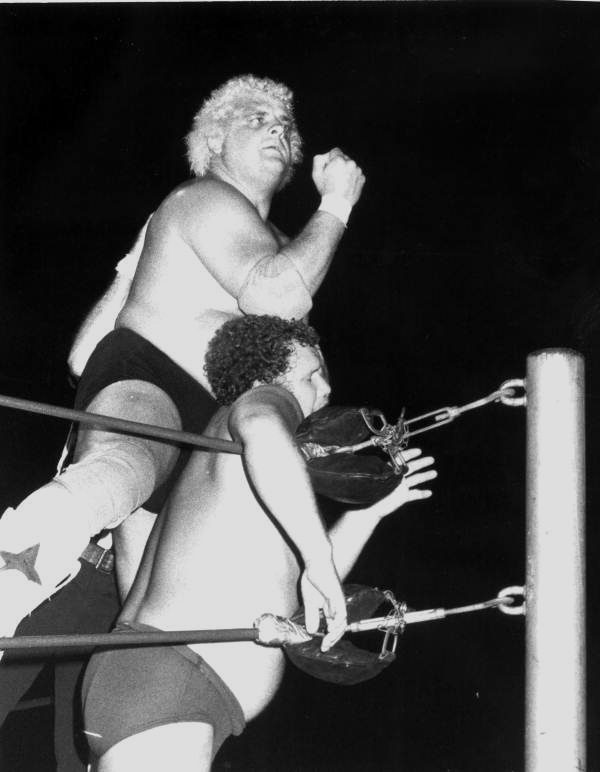
Rhodes lotta con Harley Race durante uno show NWA

A fine 1989 Rhodes entrò nella WWF con il nome "Common Man" Dusty Rhodes indossando un costume nero a pois gialli alquanto ridicolo, una gimmick che molti pensarono all'epoca fosse stata ideata da McMahon per umiliare Rhodes, suo vecchio rivale, ma che invece Dusty ammetterà di avere ideato lui stesso. Il personaggio era affiancato dalla manager Sapphire, che nelle idee della federazione doveva rappresentare la "common woman" (la donna comune), una poco attraente signora di colore in sovrappeso. Durante il suo primo periodo alla WWF, Rhodes ebbe una faida con "Macho King" Randy Savage e la sua manager/valletta Sensational Queen Sherri, che a sua volta si scontrò con Sapphire. Dopo un match particolarmente cruento tra le due coppie, l'ex-manager di Savage, Miss Elizabeth, si alleò con Rhodes e Sapphire e permise loro di vincere il primo incontro misto tra uomini e donne mai disputato in WWF durante WrestleMania VI. Sapphire, però, abbandonò Rhodes a SummerSlam, corrotta dai soldi di "Million Dollar Man" Ted DiBiase. Dopo l'inevitabile feud tra Rhodes e DiBiase, sia Dusty che Sapphire lasciarono la WWF.
Quando Ric Flair firmò per la WWF nel 1991, portandosi via la cintura di campione del mondo NWA, la cintura di Dusty di campione PWF Heavyweight venne usata in sostituzione di quella originale durante Great American Bash del 1991 per il match titolato tra Lex Luger e Barry Windham.

### Ritorno alla WCW e parentesi alla ECW
Rhodes fece ritorno quindi alla WCW come membro del team di autori e in seguito come commentatore e telecronista, lavorando insieme a Tony Schiavone a Saturday Night.
Nel 1994, Rhodes tornò a calcare il ring per combattere insieme al figlio Dustin e ai Nasty Boys contro Arn Anderson, Bunkhouse Buck, Terry Funk, e il Col. Rob Parker. La storyline messa in piedi dalla federazione prevedeva che Anderson tradisse Dustin lasciandolo solo durante un incontro di coppia a Bash at the Beach e che Dusty, ammettendo di esser stato un genitore poco presente e che avrebbe dovuto esserci stato lui al fianco del figlio anziché Anderson, decidesse di tornare a combattere per aiutare Dustin a vendicarsi dell'affronto subito.
Inizialmente Rhodes era schierato dalla parte della WCW quando iniziò la guerra tra il New World Order (nWo) e la compagnia nel 1996. A Souled Out Larry Zbyszko chiese a Rhodes, di accompagnarlo al ring per il suo match contro Scott Hall. Zbyszko vinse l'incontro per squalifica dell'avversario grazie alle interferenze di Louie Spicolli. Rhodes salì sul ring, colpendo Spicolli, poi si preparò per colpire Hall, ma invece colpì Zbyszko. Quindi Rhodes si tolse la camicia rivelando di indossare sotto una maglietta dell'nWo. I tre (Rhodes, Hall e Spicolli) iniziarono a colpire Zbyszko tutti insieme sancendo così il tradimento di Dusty.
Successivamente Rhodes lasciò per qualche tempo la WCW per entrare nella Extreme Championship Wrestling (ECW), dove iniziò una faida con "King of Old School" Steve Corino. Dopo poco tempo, però, Rhodes ritornò nuovamente alla WCW, rinverdendo la sua vecchia rivalità con Ric Flair.

### Circuito indipendente (2000–2006)

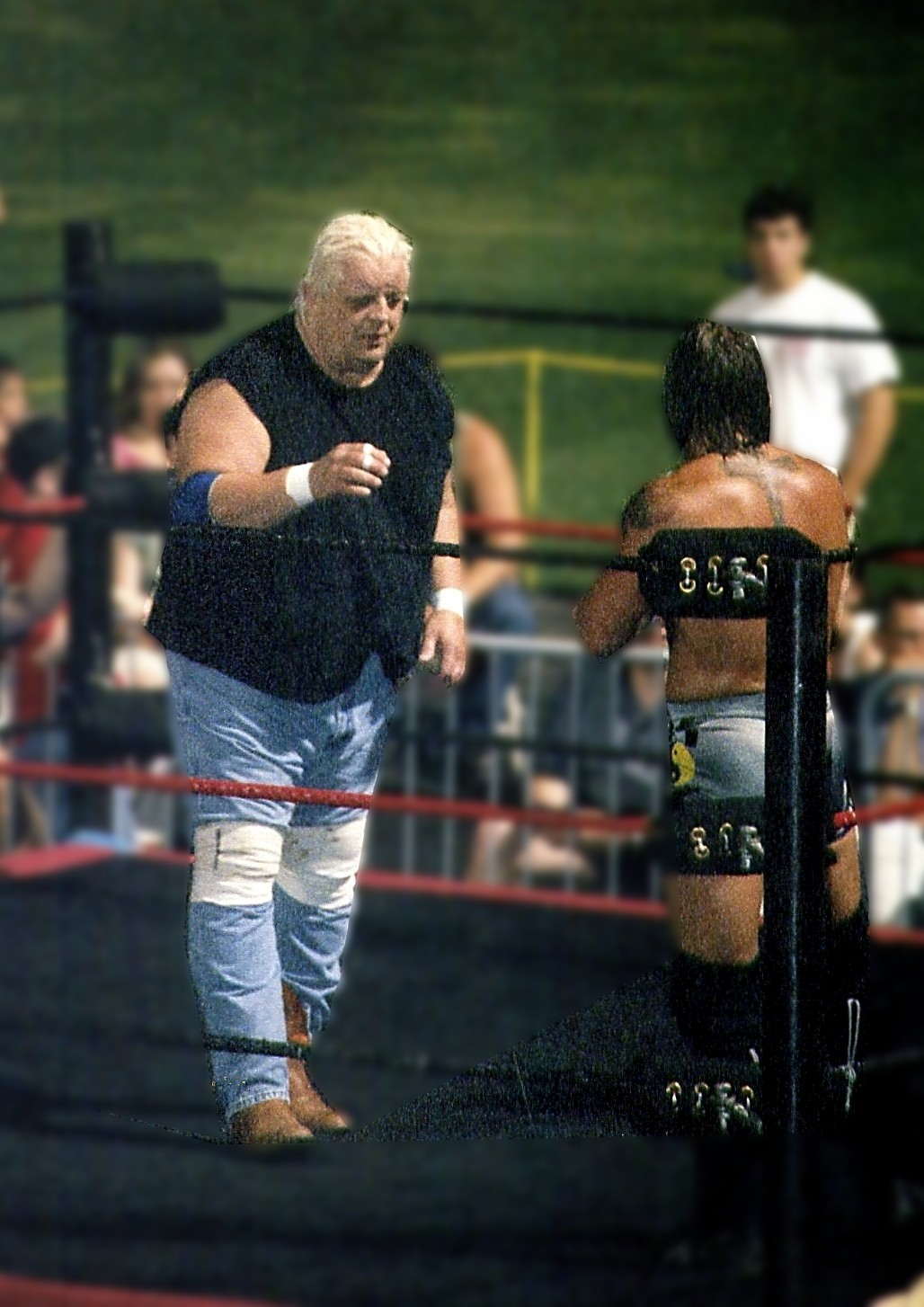
Dusty Rhodes durante un match

Per diversi anni Rhodes ha lavorato nella Turnbuckle Championship Wrestling (TCW), una piccola federazione con sede in Georgia, occupandosi dell'allenamento di futuri talenti e di veterani come Steve Corino.

### Total Nonstop Action Wrestling (2003–2005)
Rhodes apparve anche nella Total Nonstop Action Wrestling (TNA), il 7 novembre 2004 durante il pay-per-view Victory Road, in qualità di direttore esecutivo. Contemporaneamente, Rhodes esercitava anche l'attività di booker e autore. Nel maggio 2005 il presidente della TNA Dixie Carter chiese a Rhodes di entrare a far parte di un team di autori, che comprendeva anche Jeremy Borash, Bill Banks, e Scott D'Amore. Rifiutando, Rhodes rassegnò le sue dimissioni come booker e aspettò la fine del suo contratto, che terminò poco dopo.

### Ritorno in WWE (2005–2015)

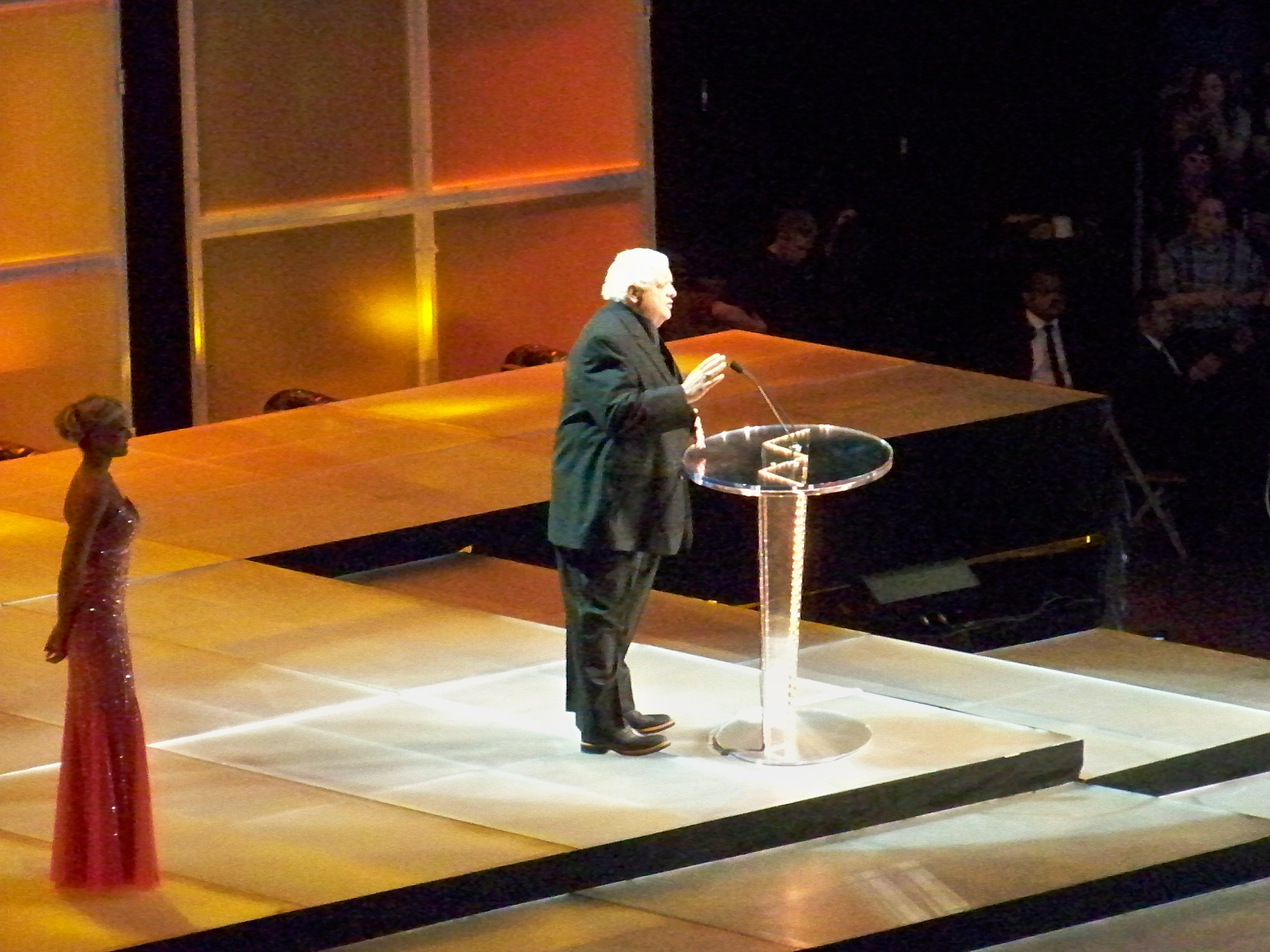
Dusty Rhodes nella Hall of Fame

Nel settembre 2005 Rhodes ha firmato un contratto come "leggenda" con la WWE, entrando a far parte del team di autori della compagnia. Ha fatto una apparizione il 3 ottobre 2005 durante Raw Homecoming, dove, insieme ad altre leggende, ha attaccato Rob Conway.
Nel 2006 la WWE ha messo in commercio il cofanetto celebrativo The American Dream - The Dusty Rhodes Story che in tre DVD ripercorre la carriera di Rhodes.
Dusty Rhodes è stato introdotto nella WWE Hall of Fame il 31 marzo 2007 dai suoi due figli, Dustin (Goldust) e Cody Rhodes.
Poche settimane prima delle Survivor Series, Rhodes è tornato attivamente nella WWE come membro del Team WWE Legends, capitanato da Ric Flair. Il team, comprendente anche Sgt. Slaughter, Ron Simmons e Arn Anderson (come manager) combatté contro la Spirit Squad alle Survivor Series. Rhodes, insieme ad altre leggende della WWE, venne eliminato dal match quasi subito, prima che Flair riuscisse a prevalere come unico sopravvissuto. Rhodes è uno degli autori del programma televisivo settimanale della Florida Championship Wrestling (FCW).

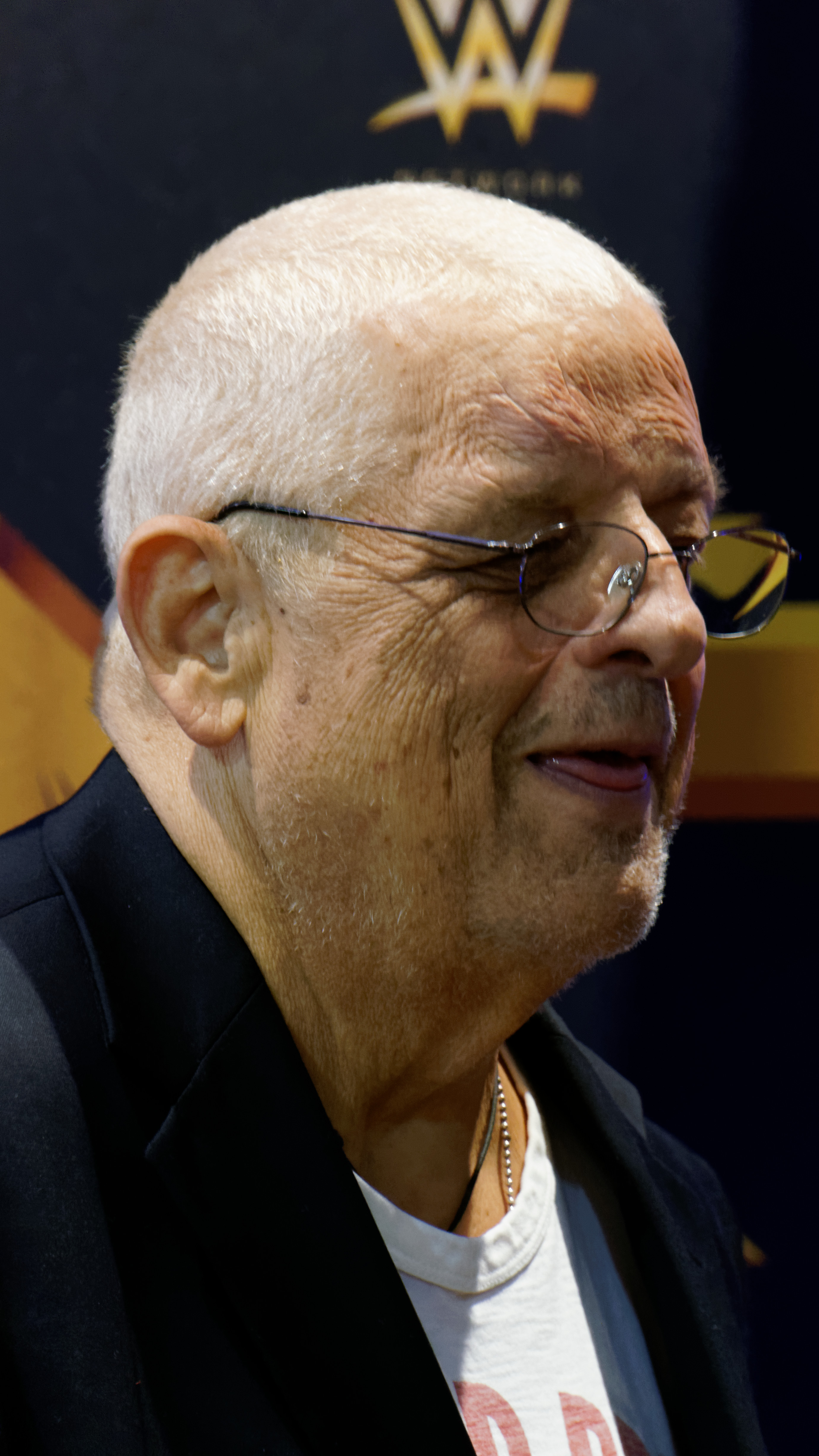
Dusty nel 2014

Nell'edizione del 2007 di The Great American Bash, Rhodes tornò per iniziare una faida con Randy Orton. Orton sconfisse Rhodes in un Texas Bullrope match.
La sera seguente a Raw, dopo che Orton aveva battuto anche il figlio di Rhodes, Cody, Orton colpì Dusty con un violento calcio alla testa mentre questi stava cercando di soccorrere il figlio.
Il 10 dicembre 2007 Rhodes era a bordo ring durante il match nel quale Cody e Hardcore Holly sconfissero Lance Cade e Trevor Murdoch vincendo il World Tag Team Championship, congratulandosi con i due dopo la vittoria.
Ritornò nella puntata di SmackDown del 25 febbraio 2011 aiutando suo figlio Cody ad attaccare Rey Mysterio. Durante la puntata speciale di SmackDown del 10 aprile ha interrotto il figlio Cody, rimproverandolo di esagerare nel provocare un gigante come Big Show. Cody rientrò nel backstage mentre il padre Dusty deliziava il pubblico con un esilarante balletto.
Nella puntata di NXT ha sancito un six-man tag team match tra Hunico, Camacho e Michael McGillicutty contro Bo Dallas, Seth Rollins e Tyson Kidd. Il match è stato vinto dai primi.
Tornò a Battleground al fianco dei figli Cody e Goldust, che riconquistano il proprio lavoro nella WWE sconfiggendo Seth Rollins e Roman Reigns. Nella puntata di Raw del 14 ottobre era all'angolo dei figli, che conquistarono il WWE Tag Team Championship.

## Morte
Rhodes è stato trovato riverso a terra nella sua abitazione il 10 giugno 2015 e trasportato all'ospedale di Orlando dove sarebbe morto all'età di 69 anni. Nella puntata di Raw del 15 giugno è stato osservato un minuto di silenzio per ricordarne la scomparsa.

## Personaggio

### Mosse finali

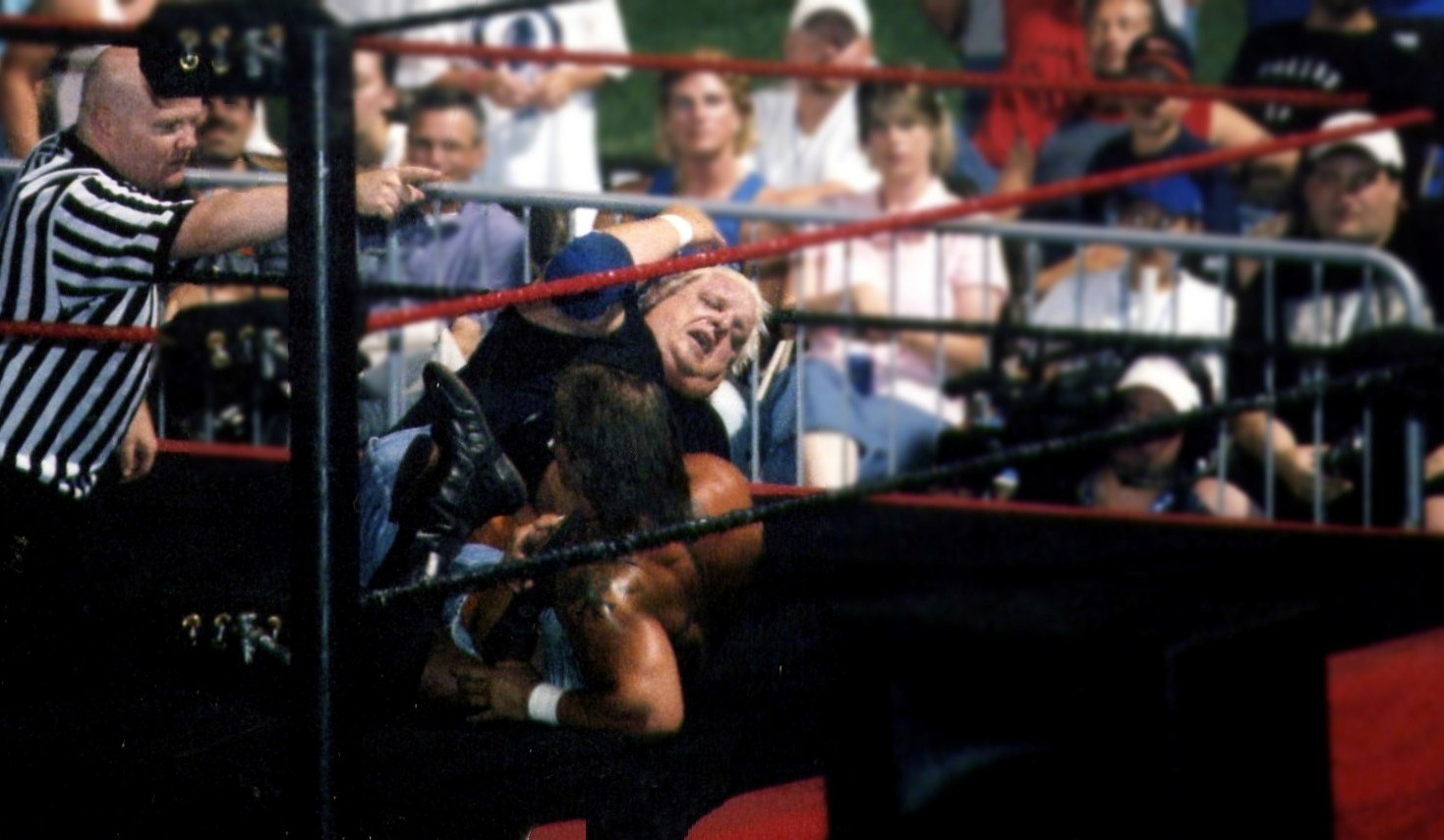
Dusty Rhodes mentre esegue una figure-four leglock

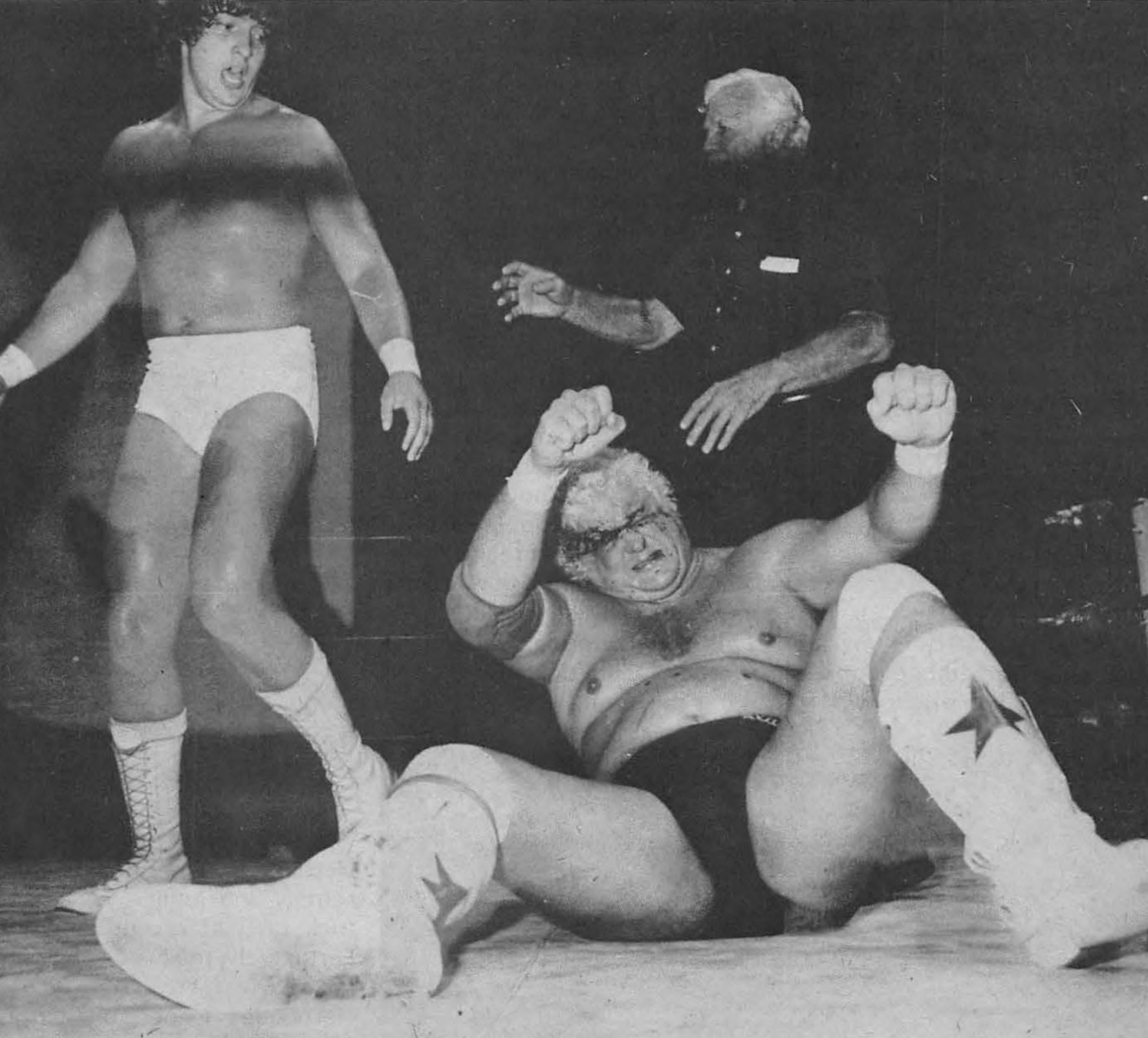
Gino Hernandez vs Dusty Rhodes (1978)

- Bionic Elbow (Elbow Drop sulla testa dell'avversario in piedi)

### Soprannomi
- "265 Pounds of Blue-Eyed Soul"
- "The American Dream"
- "The Common Man"
- "Dirty Dusty"
- "The Son of a Plumber"
- "The White Soul King"

### Manager
- Baby Doll
- Gary Hart
- Magnum T.A.
- Miss Elizabeth
- Sapphire

### Wrestler assititi
- Cody Rhodes
- Dustin Rhodes/Goldust
- Larry Zbyszko
- The Outsiders
- Ron Simmons

## Titoli e riconoscimenti
- Central States Wrestling
  - NWA Central States Heavyweight Championship (1)
  - NWA North American Tag Team Championship (Central States version) (1) – con Dick Murdoch
- Championship Wrestling from Florida
  - NWA World Heavyweight Championship (3)
  - NWA Brass Knuckles Championship (Florida version) (2)
  - NWA Florida Bahamian Championship (1)
  - NWA Florida Global Tag Team Championship (1) – con Magnum T.A.
  - NWA Florida Heavyweight Championship (10)
  - NWA Florida Tag Team Championship (4) – con Dick Murdoch (1), Dick Slater (1), Bobo Brazil (1) e André the Giant (1)
  - NWA Florida Television Championship (2)
  - NWA Southern Heavyweight Championship (Florida version) (7)
  - NWA United States Tag Team Championship (Florida version) (2) – con Bugsy McGraw (1) e Blackjack Mulligan (1)
- Georgia Championship Wrestling
  - NWA Georgia Heavyweight Championship (1)
  - NWA National Heavyweight Championship (1)
- International Wrestling Alliance (Australia)
  - IWA World Tag Team Championship (2) – con Dick Murdoch
- Mid-Atlantic Championship Wrestling/Jim Crockett Promotions/World Championship Wrestling
  - NWA United States Heayvweight Championship (1)
  - NWA World Six-Man Tag Team Championship (2) – con i Road Warriors
  - NWA World Tag Team Championship (Mid-Atlantic version) (2) – con Dick Slater (1) e Manny Fernandez (1)
  - NWA World Television Championship (3)
  - Jim Crockett, Sr. Memorial Cup Tag Team Tournament (1987) – con Nikita Koloff
  - WCW Hall of Fame (Classe del 1995)
- National Wrestling Alliance
  - NWA Hall of Fame (Classe del 2011)
- NWA Big Time Wrestling
  - NWA American Tag Team Championship (2) – con Baron von Raschke (1) e con Dick Murdoch (1)
  - NWA Brass Knuckles Championship (Texas version) (2)
- NWA Detroit
  - NWA World Tag Team Championship (Detroit version) (1) – con Dick Murdoch
- NWA Mid-Atlantic Championship Wrestling
  - NWA Mid-Atlantic Tag Team Championship (1) – con Buff Bagwell
- NWA Mid-Pacific Promotions
  - NWA North American Heavyweight Championship (Hawaii version) (1)
- NWA San Francisco
  - NWA United States Heavyweight Championship (San Francisco version) (1)
- NWA Tri-State
  - NWA North American Heavyweight Championship (Tri-State version) (1)
  - NWA United States Tag Team Championship (Tri-State version) (1) – con André the Giant
- National Wrestling Federation
  - NWF World Tag Team Championship (1) – con Dick Murdoch)
- Pro Wrestling Illustrated
  - Feud of the Year (1987) Four Horsemen vs. Super Powers e i Road Warriors
  - Match of the Year (1981) vs. Harley Race il 21 agosto per l'NWA World Heavyweight Championship
  - Match of the Year (1986) vs. Ric Flair in un steel cage Match a The Great American Bash per l'NWA World Heavyweight Championship
  - Most Popular Wrestler of the Year (1978, 1979, 1987)
  - Wrestler of the Year (1977, 1978)
  - 11° tra i 500 migliori wrestler singoli nella "PWI Years" (2003)
- Professional Wrestling Hall of Fame and Museum
  - Classe del 2010 – Modern Era
- World Wrestling Entertainment/WWE
  - WWE Hall of Fame (Classe del 2007)
  - Slammy Award (1)
    - "Say What" Quote of the Year (2013) "One stipulation: I'm in my boys' corner and I'll be your huckleberry all night long"
- Wrestling Observer Newsletter
  - Best Babyface (1980)
  - Best Booker (1986)
  - Most Charismatic (1982) a pari merito con Ric Flair
  - Most Embarrassing Wrestler (1990)
  - Most Overrated (1987, 1988)
  - Most Obnoxious (1988, 1989)
  - Readers' Least Favorite Wrestler (1987, 1988)
  - Worst Feud of the Year (1988) vs. Tully Blanchard
  - Worst Gimmick (1988)
  - Worst Television Announcer (1997)
  - Wrestling Observer Newsletter Hall of Fame (Class of 1996)